# 森口親司
森口 親司（もりぐち ちかし、1933年10月1日 - ）は、日本の経済学者。専門は数量経済政策。学位は、Ph.D（ミシガン大学）（1963年）。京都大学名誉教授、大阪大学名誉教授。福岡県出身。A Fellow of the Econometric Society。

## 略歴

### 学歴
- 1956年：京都大学経済学部卒業
- 1963年：ミシガン大学大学院経済学研究科博士課程修了

### 職歴
- 1962年：京都大学経済研究所助手（産業構造研究部門）
- 1963年：京都大学経済研究所助教授
- 1973年：京都大学経済研究所教授
- 1974年：京都大学経済研究所所長事務取扱（1977年まで）
- 1986年：大阪大学社会経済研究所教授
- 1997年：大阪大学定年退官、帝塚山大学経済学部教授

学内における役職
- 1988年：大阪大学社会経済研究所所長（第12代、1992年3月まで）
- 1996年：大阪大学社会経済研究所所長（第15代、1997年3月まで）

## 受賞歴
- 東京海上各務記念財団優秀図書賞（1988年）受賞著書『日本経済論』
- エコノミスト賞（第29回、1989年）受賞著書『日本経済論』
- 瑞宝中綬章（2012年4月）[1]

## 著書

### 単著
- 『計量経済学』（岩波書店、1974年）
- 『日本経済の構造分析』（創文社、1983年）
- 『日本経済論』<現代経済学選書1/熊谷尚夫監修>（創文社、1988年）
- 『1990年代日本経済ウォッチング-人間と社会の見える経済学-』（有斐閣、1990年）
- 『世界経済ウォッチング-パシフィック・ダイナミズムのゆくえ-』（有斐閣、1997年）

### 編著
- 『計量経済学』<基礎経済学体系10>（青林書院、1977年）
- 『新版 有斐閣経済辞典』（金森久雄、荒憲治郎との共編、有斐閣、1986年）
- 『新版 有斐閣経済辞典（デスク版）』（金森久雄、荒憲治郎との共編、有斐閣、1987年）
- 『有斐閣経済辞典（第3版）』（金森久雄、荒憲治郎との共編、有斐閣、1998年）
- 『有斐閣経済辞典（第4版）』（金森久雄、荒憲治郎との共編、有斐閣、2002年）

### 訳書
- アーサー.スタンリー.ゴールドバーガー『計量経済学の理論』（福地崇生との共訳、東洋経済新報社、1964年 ）
- R.E.ホール、J.B.テーラー『マクロ経済学』（森口の監訳、多賀出版、1995年）

### 分担執筆
- 日本経済新聞社編 『現代経済学の巨人たち:20世紀の人・時代・思想』（日本経済新聞社、1994年）